# Bob Dylan’s Greatest Hits Volume 3
Bob Dylan’s Greatest Hits Volume 3 – trzeci album kompilacyjny Boba Dylana z serii „Greatest Hits”, gromadzący jego najpopularniejsze nagrania lat 1973–1990, wydany w 1994 r. Spotyka się także tytuł Bob Dylan’s Greatest Hits, Volume 3 oraz ze skróconym słowem „Volume” do „Vol.” i rzymską cyfrą III.

## Historia i charakter albumu
Po 33 latach od poprzedniego albumu z największymi przebojami, Dylan zdecydował się wydać trzeci kompilacyjny album. Nie cieszył się on jednak już takim powodzeniem jak dwa poprzednie.
Gromadził on takie utwory, jak np. „Hurricane”, „Forever Young”, „Knockin’ on Heaven’s  Door” i „Tangled Up in Blue”. Do tego dodano utwory z albumów wydanych w latach 80. i 90. W dodatku cztery utwory zostały wydane już na albumie „Biograph”: „Forever Young”, „Tangled Up in Blue”, „The Groom's Still Waiting at the Altar” i „Gotta Serve Somebody”.
Jedynym rarytasem albumu stała się więc tylko piosenka „Dignity”.

## Spis utworów
| 1.  | „Tangled Up in Blue”                     | 5:42    |
|     |                                          |         |
| 2.  | „Changing of the Guards”                 | 6:36    |
|     |                                          |         |
| 3.  | „The Groom's Still Waiting at the Altar” | 4:03    |
|     |                                          |         |
| 4.  | „Hurricane” (Dylan, Jacques Levy)        | 8:34    |
|     |                                          |         |
| 5.  | „Forever Young”                          | 4:58    |
|     |                                          |         |
| 6.  | „Jokerman”                               | 6:16    |
|     |                                          |         |
| 7.  | „Dignity”                                | 5:58    |
|     |                                          |         |
| 8.  | „Silvio” (Dylan, Robert Hunter)          | 3:07    |
|     |                                          |         |
| 9.  | „Ring Them Bells”                        | 3:02    |
|     |                                          |         |
| 10. | „Gotta Serve Somebody”                   | 5:25    |
|     |                                          |         |
| 11. | „Series of Dreams”                       | 5:53    |
|     |                                          |         |
| 12. | „Brownsville Girl” (Dylan, Sam Shepard)  | 11:04   |
|     |                                          |         |
| 13. | „Under the Red Sky”                      | 4:09    |
|     |                                          |         |
| 14. | „Knockin’ on Heaven’s Door”              | 2:30    |
|     |                                          |         |
|     |                                          | 1:17:17 |
|     |                                          |         |

## Opis albumu
- Producent albumu – Gordon Carroll
- Daty nagrania – pomiędzy 1973 a 1990
- Okładka/zdjęcie –
- Czas trwania – 77:24
- Firma nagraniowa – Columbia
- Numer katalogowy – CK 66783
- Data wydania – 15 listopada 1994